# Hanbok

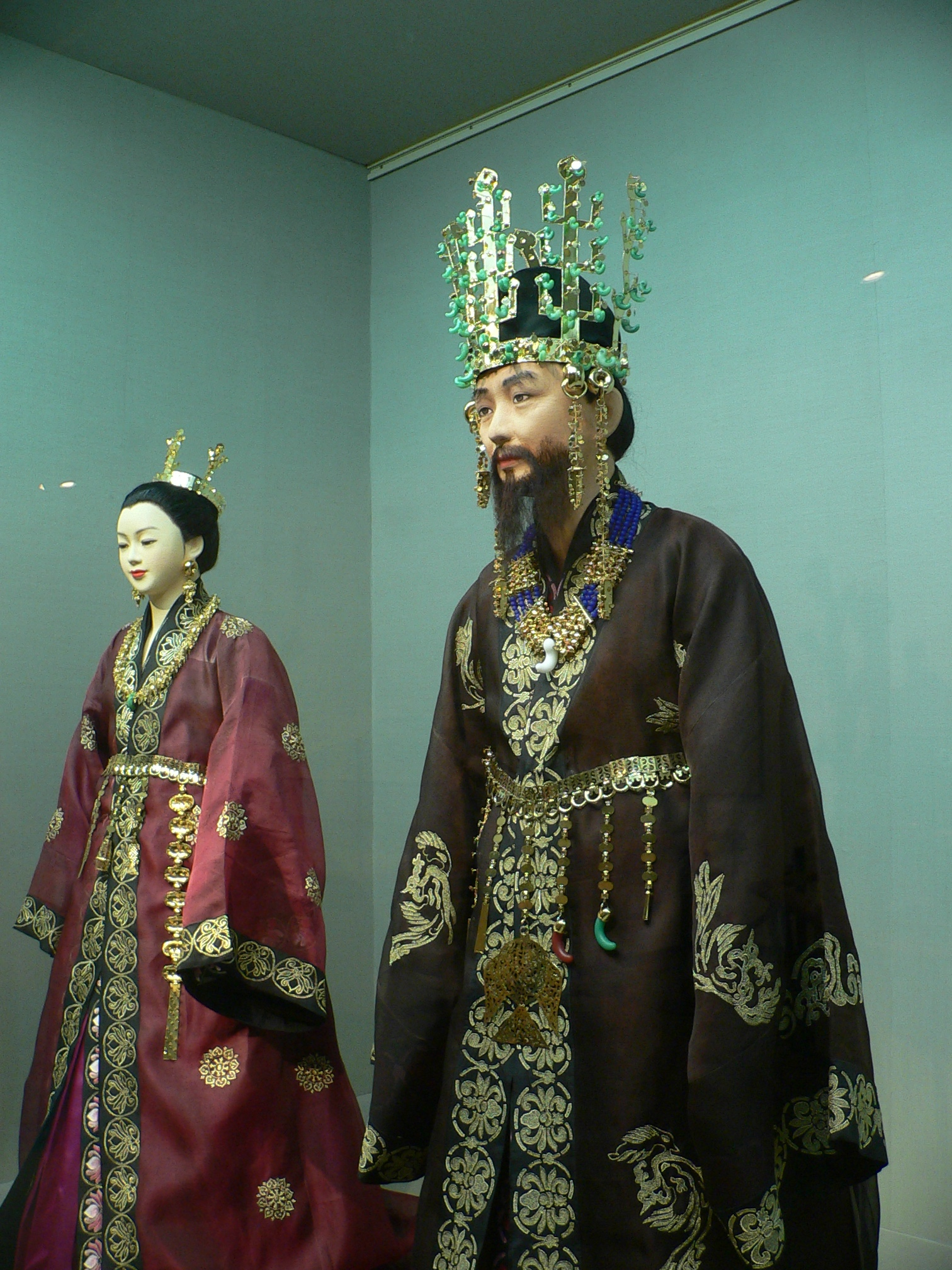
Manekiny króla i królowej Korei w stroju hanbok

Hanbok (Hangul: 한복 – w Korei Południowej) lub Chosŏn-ot (Hangul: 조선옷 – w Korei Północnej) – określenie tradycyjnych koreańskich ubrań. Szaty te znane są już od bardzo dawna, prawdopodobnie od czasów Trzech Królestw Korei. Początkowo szaty męskie i kobiece były takie same, z czasem zaczynały się różnić. W okresie Joseon wygląd szat uległ niewielkim zmianom.
Górna część zwana jest jeogori i jest podobna do bluzy z długimi rękawami, w wersji męskiej dłuższymi niż w kobiecej, sięgającymi do pasa. Żeński hanbok zawiera długą spódnicę (chima), męski natomiast workowate, luźne spodnie. Ubranie to nie zawiera kieszeni. Jedną z form hanboka jest chima jeogori. Tradycyjny kapelusz zwany jest gwanmo.
Wygląd szaty odzwierciedlał status społeczny noszącej ją osoby. Władcy i klasa rządząca posiadali wspaniałe i kosztowne, choć często niewygodne ubrania. Używali także biżuterii, w odróżnieniu od pospólstwa. Zwyczajni ludzie używali na co dzień prostych szat, zwykle w kolorze białym, które upiększano na święta i ceremonie. Podczas zimy używano ubrań podbitych bawełną albo futrem. 
Hanboki dzieli się w zależności od ich celu na ubrania: codzienne, ceremonialne i specjalne. Ceremonialne używano na oficjalnych okazjach, włączając w to pierwsze urodziny dziecka, śluby czy pogrzeby. Specjalne szaty zakładane zaś były przez szamanów czy urzędników.
Dziś hanbok zakładany jest głównie podczas oficjalnych okazji. Zanikł już zwyczaj ubierania się w codzienne hanboki.